# Ritosaari (ö i Södra Savolax, Nyslott, lat 61,98, long 28,74)
Ritosaari är en ö i Finland. Den ligger i sjön Haukivesi och i kommunen Nyslott i  landskapet Södra Savolax, i den sydöstra delen av landet, 280 km nordost om huvudstaden Helsingfors. Öns area är 0,6 hektar och dess största längd är 110 meter i öst-västlig riktning.